# Мелешко, Елена Дмитриевна
Еле́на Дми́триевна Меле́шко — советский и российский философ и литературовед-толстововед, специалист по этике. Доктор философских наук, профессор. Руководитель (совместно с В. Н. Назаровым) научной школы «История религиозно-этических учений в России».
Член Экспертной группы по совершенствованию законодательства в сфере свободы совести и религиозных объединений Экспертного совета Комитета Государственной Думы по развитию гражданского общества, вопросам общественных и религиозных объединений.

## Биография
В 1965 году с отличием окончила факультет русского языка и литературы Тбилисского государственного педагогического университета имени А. С. Пушкина по специальности «Учитель русского языка и литературы».
В 1975—1980 годах училась в аспирантуре на кафедре марксистско-ленинской этики философского факультета МГУ имени М. В. Ломоносова.
В 1980 году защитила диссертацию на соискание учёной степени кандидата философских наук.
С 1990 года — сотрудник Института повышения квалификации в научно-экспериментальной лаборатории «Школа Л. Н. Толстого».
В 1999 году в Институте философии РАН защитила диссертацию на соискание учёной степени доктора философских наук по теме «Философия непротивления Л. Н. Толстого». Специальность — 09.00.05 Этика.
Профессор и заведующая кафедрой философии, культурологии, прикладной этики, религиоведения и теологии имени А. С. Хомякова Тульского государственного педагогического университета имени Л. Н. Толстого.
В 2010 году принимала участие в конкурсе философских сочинений в Институте философии РАН на тему «Возможна ли нравственность, независимая от религии», где её работа (№ 193) под названием «Где любовь, там и Бог» была признана одной из лучшей, вышла во второй тур и была опубликована в соответствующем сборнике.
Автор и соавтор 91 научной работы, из которых 10 учебников и учебных пособий, 5 монографий.
Под научным руководством защищено 15 кандидатских и 1 докторская диссертация.
Главный редактор электронного научного журнала «Гуманитарные ведомости ТГПУ имени Л. Н. Толстого».
Член редакционной коллегии ежегодно публикуемого сборника посвященного результатам работы научно-практической конференции «Молодежь и наука — третье тысячелетие» (проводящейся в «ТГПУ имени Л. Н. Толстого»).
Член редакционной коллегии ежегодно публикуемого сборника посвященного результатам работы учебно-методической конференции «Научно-методическое обеспечение реализации ФГОС ВПО: российский и европейский опыт проектирования образовательных программ в рамках компетентностного подхода» (проводящейся в «ТГПУ имени Л. Н. Толстого»).
Член редакционной коллегии ежегодно публикуемого сборника посвященного результатам работы научной конференции «Университет XXI века: научное измерение» (посвященной результатам работы профессорско-преподавательского состава, аспирантов, магистрантов и соискателей «ТГПУ имени Л. Н. Толстого»).
Член редакционной коллегии сборников посвященных Творческому наследию Л. Н. Толстого в контексте развития современной цивилизации: (в рамках проводимых международных конференций, Толстовских чтений проводящихся в «ТГПУ имени Л. Н. Толстого»).
В 2002—2012 годах — учёный секретарь объединённого Диссертационного совета ДМ 212. 270.02 по защите кандидатских и докторских диссертаций ТГПУ имени Л. Н. Толстого, где было защищено свыше 100 диссертационных работ.

## Награды
- нагрудный знак «Почётный работник высшего профессионального образования Российской Федерации» (2001)
- почётное звание «Заслуженный работник высшей школы Российской Федерации» (30 июня 2007 года)

## Научные труды

### Диссертации
- Мелешко Е. Д. Философия непротивления Л. Н. Толстого : Дис. … д-ра филос. наук : 09.00.05. — М.: ИФ РАН, 1999. — 378 с.

### Монографии
- Мелешко Е. Д. Разум сердца: мир нравственный в высказываниях и афоризмах, 1989;
- Мелешко Е. Д. Этика: словарь афоризмов и изречений, 1991;
- Мелешко Е. Д. Философия непротивления Л. Н. Толстого: систематическое учение и духовный опыт", 1999;
- Мелешко Е. Д. Школа Л. Н. Толстого как учебное заведение нового типа: Концепция. Вып. 1., 1991.
- Мелешко Е. Д. В системе воспитания духовных ценностей в экспериментальной школе им. Л. Н. Толстого, 1992.
- Мелешко Е. Д. Философия ненасилия Л. Н. Толстого: Учебно-методическое пособие к спецкурсу. 1993.
- Мелешко Е. Д. Права человека в системе духовных ценностей школы Л. Н. Толстого, 1994.
- Назаров В. Н., Мелешко Е. Д. Этика : словарь афоризмов и изречений. — М. : Аспект Пресс, 1995. — 335 с. — (Программа «Обновление гуманитарного образования в России») ISBN 5-86318-111-7
- Мелешко Е. Д. Идея синтеза морали и права в теории федерализма А. С. Ященко, 2003;
- Мелешко Е. Д., Гусова С. А. Моральная философия Л. Н. Толстого, 2004;
- Мелешко Е. Д. Христианская этика Л. Н. Толстого, 2006.

### Статьи
- Назаров В. Н., Мелешко Е. Д. Этическое образование в России: проект «интегральной» этики // Вестник Российского гуманитарного научного фонда. — 2005. — № 3 (40). — С. 98 — 107.
- Назаров В. Н., Мелешко Е. Д. Инновационные проекты этического образования в российской высшей школе // Образование в созданию современной действительности. Возможности и ограничения / под ред. Эвы Ягелло, Малгожаты Висьневской. — Том 1. — Седльце, 2013. — С. 188—192. (международный сборник, г. Седльце, Польша).
- Мелешко Е. Д. Понятие зла в религиозной философии Л. Н. Толстого // Научные ведомости БелГУ. — Серия «Философия. Социология. Право». — Белгород: Изд-во БелГУ, 2013. — № 9 (152). — Вып. 24. — С. 357—363 (из перечня ВАК).
- Мелешко Е. Д. Принцип неделания Л. Н. Толстого в контексте программы нравственного самосовершенствования личности // Толстовский сборник-2012. Творческое наследие Л. Н. Толстого в контексте развития современной цивилизации: Материалы XXXIII междунар. Торлстовских чтений. — Тула: Изд-во Тул. гос. пед. ун-та им. Л. Н. Толстого, 2012. — C. 28-42.